# 刘子寿
刘子寿（1942年5月—），男，藏族，四川炉霍人，中华人民共和国政治人物，曾任中共甘孜州委书记，四川省人大常委会副主任。